# Schistura nandingensis
Schistura nandingensis är en fiskart som först beskrevs av Zhu och Wang, 1985.  Schistura nandingensis ingår i släktet Schistura och familjen grönlingsfiskar. Inga underarter finns listade i Catalogue of Life.